# A Szovjetunió felbomlása
| 1. Örményország 2. Azerbajdzsán 3. Fehéroroszország 4. Észtország 5. Grúzia | 6. Kazahsztán 7. Kirgizisztán 8. Lettország 9. Litvánia 10. Moldova | 11. Oroszország 12. Tádzsikisztán 13. Türkmenisztán 14. Ukrajna 15. Üzbegisztán |

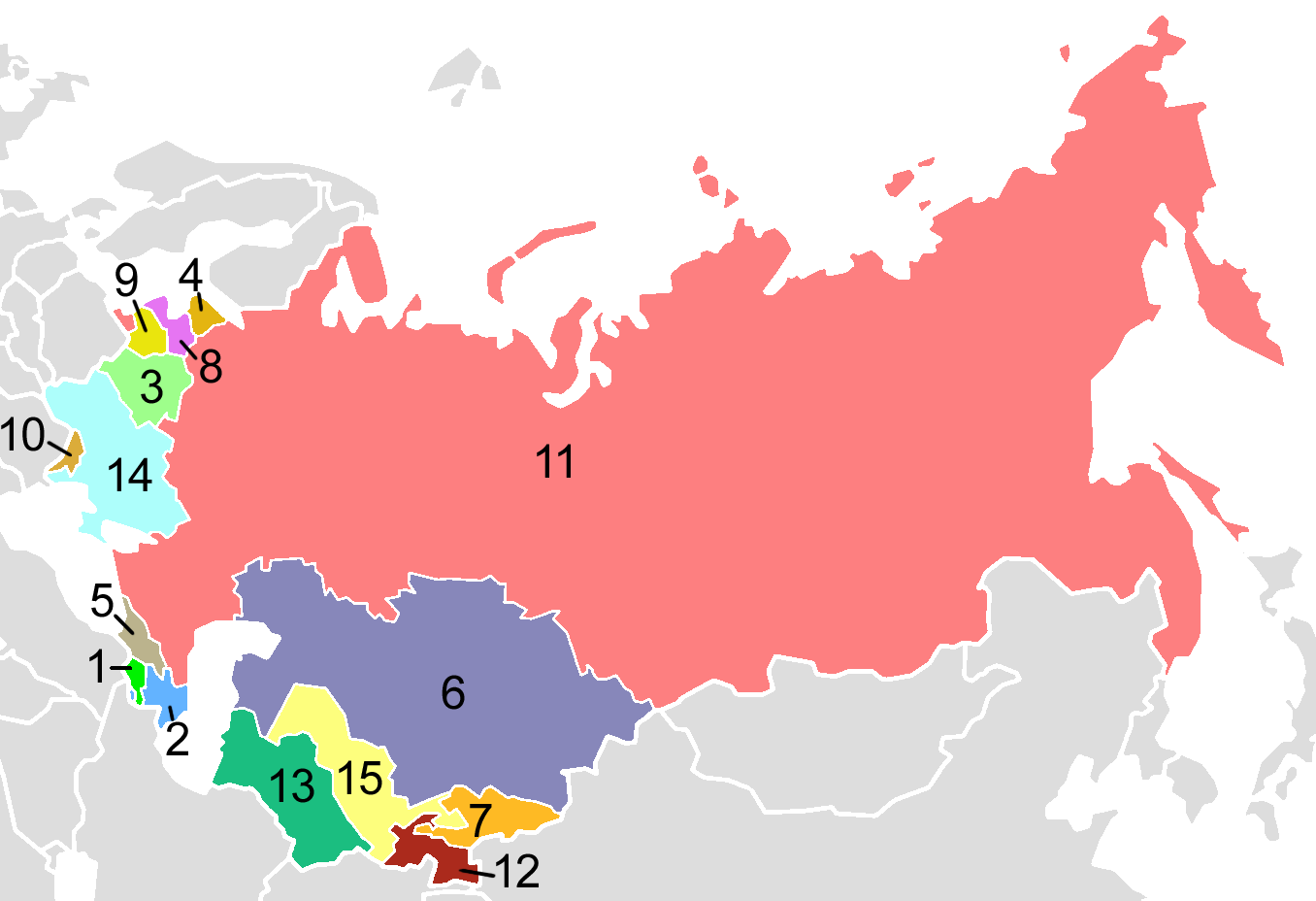
A felbomlott Szovjetunió utódállamai:
1. Örményország
2. Azerbajdzsán
3. Fehéroroszország
4. Észtország
5. Grúzia
6. Kazahsztán
7. Kirgizisztán
8. Lettország
9. Litvánia
10. Moldova
11. Oroszország
12. Tádzsikisztán
13. Türkmenisztán
14. Ukrajna
15. Üzbegisztán

A Szovjetunió felbomlása az az eseménysorozat, amelynek során a Szovjetunió, a világ legnagyobb országa és egyben a történelem legnagyobb szövetségi állama megszűnt, és ezután a korábban jellemző marxista–leninista és sztálinista eszmerendszer és eszmeáramlat helyett egykori tagállamaiban kapitalista és részben liberális berendezkedés alakult ki, ahogyan ezzel egy időben ez a többi keleti blokkhoz tartozó országban is történt. Maga a folyamat a szó szoros értelmében 1990–1991-ben ment végbe, de számos körülmény már a korábbi években előrevetítette azt. A Szovjetunió mint szuperhatalom szétesése egyúttal a hidegháború végét és egy új világrend kezdetét is jelentette. Mindehhez az 1980-as években a második világháború következtében létrejött világrendben végbement társadalmi, politikai és elsősorban gazdasági változások vezettek.

## Története

### Előzmények
A Szovjetunió meggyengüléséhez számos meghatározó esemény járult hozzá a hetvenes évektől kezdve, a legjelentősebb az 1973-as és 1979-es olajválság volt, ami hosszútávon eladósította a pazarló és korszerűtlen, ezért költséges nehéziparú kommunista országok gazdaságát. Ehhez jött később a hidegháborús fegyverkezési verseny, mely szintén továbbgyengítette az ekkor már kimerülőfélben lévő Szovjetunió erőtartalékait. Egyes keleti blokkhoz tartozó országban lezajlott események is hozzájárultak az „erjedéshez”, mint 1980-ban a Szolidaritás nevű szakszervezet létrejötte Lengyelországban, de szimbolikus gesztus volt az is, mikor 1978-ban a szintén lengyel Karol Wojtyłát választották meg pápának II. János Pál néven.
Leonyid Brezsnyev 1982. november 10-i halála után egy másik öreg pártfunkcionárius, a KGB egykori vezetője, Jurij Andropov lett az SZKP főtitkára, de 15 hónappal később, 1984. február 9-én meghalt. Utódja a szintén koros Konsztantyin Csernyenko lett, aki azonban még kevesebb ideig volt főtitkár, miután 1985. március 10-én ő is meghalt. A „gerontokrácia”, az elaggott vezetés megújulásra való képtelensége visszatekintve szintén a párt és a Szovjetunió mélységes válságának jeleként értelmezhető.
Csernyenko halála után a fiatalnak számító Mihail Gorbacsov lett az SZKP új főtitkára.
Az 1986. februári XXVII. pártkongresszuson Gorbacsov meghirdette a fennálló társadalmi rend reformját, három fő jelszóval:
- peresztrojka (átalakítás) - a szovjet viszonyok átalakítása,
- glasznoszty (nyilvánosság) - a nyilvánosság és nyíltság nagyobb szerepvállalása,
- uszkorenyije (gyorsítás) - a gazdaság hatékonyabb fejlődése.

Tartósan azonban ezek a reformok sem tudtak segíteni az ország állapotán.
1986. április 26-án újabb csapás érte a Szovjetuniót, mikor atomreaktor-baleset történt Csernobilban. A pártvezetés ráadásul el akarta ezt titkolni, de Svédországban észlelték az elképesztően megnövekedett radioaktív sugárzást. Nagy botrányt váltott ki a hivatalos szervek kezdeti titkolózása. A baleset súlyos következményeinek enyhítése dollármilliárdokat emésztett fel. Több százezer embert telepítettek ki a sugárszennyezett területekről, de így is sokan meghaltak a sugárszennyezettség okozta betegségektől. A baleset után biztonsági okokból leállítottak több elavult RBMK típusú reaktort, emiatt csökkent a villamosenergia termelés, és ez további gazdasági problémákhoz vezetett.
Ugyanebben az évben, októberben Ronald Reagan USA-elnök találkozott Gorbacsovval Reykjavíkban, ahol az Európába telepített közepes hatótávolságú nukleáris rakéták leszereléséről tárgyaltak.
1988. április 14-én aláírták a szerződést a szovjet csapatok afganisztáni kivonásáról: május 15-től folyamatosan vonultak ki a szovjetek. Május 29. és június 6. között újabb Gorbacsov–Reagan csúcstalálkozót tartottak. Októberben meghalt Andrej Gromiko, a Legfelsőbb Tanács Elnökségének elnöke (1985–88), s Gorbacsov lett az államfő is. December 7-én az ENSZ-közgyűlésen Gorbacsov félmillió katona leszerelését ígérte meg. 1989–90-ben kivonták a páncélos hadosztályokat Magyarországról, valamint Csehszlovákiából és az NDK-ból.

### 1990–1991
Gorbacsov felismerte, hogy a Szovjetuniónak, mint államnak fennállása veszélybe került. Litvánia – elsőként a tagköztársaságok között – 1990 márciusában kikiáltotta a függetlenségét, amit azonban a szovjet szövetségi szervek még nem ismertek el. Az SZKP júliusi kongresszusa, javaslatára, elfogadta az 1922-es szovjet alapszerződés (mellyel annak idején a Szovjetunió mint államszövetség jogilag megalakult) helyett egy új alapszerződés kidolgozásának programját. A tervezet szerint az új állam neve Szovjet Szuverén Köztársaságok Szövetsége lett volna, ez a későbbiekben Szuverén Államok Szövetsége névre lett változtatva a tervezet részletes vitája során, mely érdemben 1991 januárjában kezdődött meg. Azonban a 15 szovjet tagköztársaság közül csak 9 vett részt a tervezet vitájában, Észtország, Grúzia, Lettország, Litvánia, Moldova és Örményország nem vett részt benne.
A vita 1991 márciusában záródott le, de a szovjet parlament nem fogadta el a tervezetet, mert nem született egyetértés több fontos kérdésben, többek között a hatalommegosztás kérdésében a szövetségi szint és a tagköztársaságok között. Gorbacsov ezért népszavazást hirdetett a kérdésben, mely azonban csak a vitában részt vett 9 tagköztársaságban került megrendezésre, a többi 6 tagköztársaságban a helyi hatóságok nem rendezték meg a népszavazást (kivétel: Grúziában a központi grúz kormánytól már akkor de facto függetlenül cselekvő Abházia és Dél-Oszétia, ahol a népszavazás szintén megrendezésre került). A népszavazáson a résztvevők 76%-a támogatta a tervezetet. Ennek eredményeképpen április 23-án aláírásra került Novo-Ogarjovóban a végleges megállapodás a szövetségi szint és a népszavazást rendező 9 tagköztársaság között. A végleges szöveg szerint a Szuverén Államok Szövetsége de facto konföderáció lett volna, melyben csak az államfő személye, a külpolitika és a honvédelem maradt volna a szövetségi szint feladata, minden egyébben a tagköztársaságok szuverén államokként működtek volna. Időközben másodikként Grúzia és harmadikként Lettország – áprilisban és májusban – kikiáltották függetlenségüket, ezt azonban a szovjet központi szervek nem ismerték el.
A megállapodás 1991. augusztus 20-án lépett volna életbe a tervezet szerint, addig kellett azt a részt vevő 9 tagköztársaságnak ratifikálnia. Ez meg is történt a 9 közül 8 tagköztársaságban, egyedül Ukrajna nem ratifikálta az egyezményt. A megállapodás ünnepélyes augusztus 20-i aláírására és életbelépésére azonban már nem került sor, mivel a Gorbacsov-ellenes erők államcsínyt próbáltak elkövetni augusztus 19-én, melynek leverése után már az események túlhaladtak az új államszerződésen, s az már nem került szóba, mint lehetőség, mivel Gorbacsov hatalma egyre formálisabb és kisebb lett, Oroszország területén a szövetségi hatalom egyre gyorsabban került át az orosz tagköztársaság elnökének, Borisz Jelcinnek a kezébe. A moszkvai puccs idején és után több tagköztársaság is kimondta a függetlenségét. Szeptemberben a szovjet parlament hivatalosan elismerte az addig függetlenségüket kikiáltó tagköztársaságok függetlenségét, ezzel végképp lekerült a napirendről az új államszövetség megalakítása. Formálisan még Kazahsztán, Oroszország, Türkmenisztán és Üzbegisztán szovjet tagköztársaságok maradtak, azonban de facto már független államokként működtek, a szovjet elnöki hatalom napról napra üresedett ki.

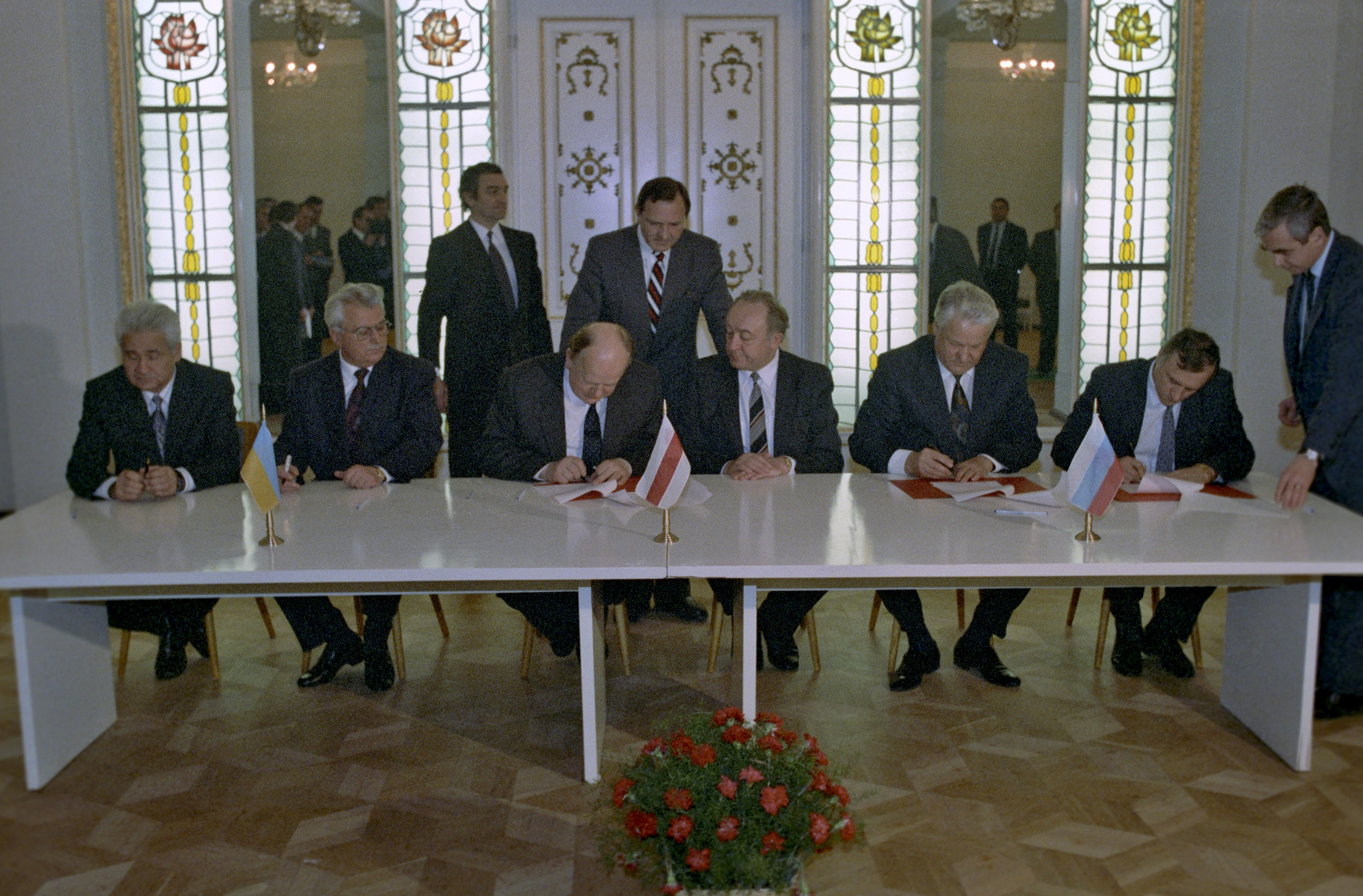
A Szovjetunió végéről és a FÁK létrejöttéről szóló határozatok aláírása, 1991. december 8.

A végső lépés 1991. december 8-án történt, amikor Oroszország, Ukrajna és Belarusz hivatalosan megállapodott egymással a Szovjetunió megszüntetéséről (ez az úgynevezett belavezsai megállapodás, a tárgyalás helyszínéről, a belarusz-lengyel határvidéken található belavezsai erdőről elnevezve), majd ezt követően december 12-én Oroszország is kikiáltotta a függetlenségét a Szovjetuniótól, ezzel – paradox módon – de jure a szovjet szövetségi intézmények székhelye a szövetségen kívülre került. December 21-én 10 volt tagköztársaság és még formailag egyetlen meglévő tagköztársaságnak számító Üzbegisztán képviselői kimondták a Szovjetunió megszűnését, s megállapodtak, hogy nemzetközi jogi szempontból a Szovjetunió örököse kizárólag Oroszország lesz. (A megállapodáson Észtország, Grúzia, Lettország, Litvánia nem volt jelen, mivel ők nem tartották magukat jogilag a Szovjetunió volt részeinek.) Gorbacsov december 25-én televíziós beszédben hivatalosan is lemondott az akkor már de facto nem létező szovjet elnöki tisztségről. A szovjet parlament utolsó ülésére december 26-án került sor, amikor a parlament feloszlatta magát, és 1991. december 31-i dátummal kimondta a Szovjetunió megszűnését.

## Okai
A Szovjetunió felbomlását befolyásoló számos tényező a következők:
- A szovjet tervgazdálkodás hatékonyságának hiánya és stagnálása, amelyet leginkább a krónikus áruhiány fejezett ki.
- A Szovjetunió sokféle etnikai, kulturális összetétele; vele együtt a helyi, nemzeti „autonómiák” elnyomása. 1989-től az ország vezetése egyre inkább elvesztette uralmát az unió felett. A köztársaságok egyre önállóbban léptek fel, és a szeparatista erők kerültek fölénybe.[1]
- A szovjet politikai rendszer „nómenklatúra” modellje.
- A szovjet politikai rendszer totalitárius jellege. Az elemi polgári jogok és szabadságjogok hiánya a lakosság körében, a szólás- és sajtószabadság elnyomása, erőltetett kollektivizmus, az egy ideológia uralma, izolacionizmus, cenzúra ;
- Az országon belüli egyenetlen ipari és gazdasági fejlődés; növekvő gazdasági, technológiai és tudományos lemaradás a nyugati posztindusztriális országokhoz képest és az importtól való függés. Krónikus lemaradás az életszínvonal terén a nyugati országoktól.
- A GDP aránytalanul nagy része nem termelő területekre irányult (államapparátus, hadsereg, KGB);
- A szocialista gazdaság keretein belül nem lehetett hatékony ösztönző rendszert létrehozni a növekedésre.[2] A gazdaságilag aktív emberek állam általi elnyomása: a magánvállalkozás tilalma, és ennek következtében a magánkezdeményezés hiánya.
- A szovjet nómenklatúra gazdagodása, a zárt elosztási rendszerek jelenléte, az uralkodó osztály korrupciója, a „szocialista” modell gazdaságának stagnálása és a lakosság relatív elszegényedése mellett (1980-as évek);
- A kommunizmus ideológiájának válsága, a Szovjetunió ideológiai harcának elvesztése;
- A hidegháború és a fegyverkezési verseny befolyása;
- A keleti blokk felbomlása: 1989 végén számos országban a kommunista kormányok elvesztették hatalmukat. A szocialista államszövetség összeomlásával a Szovjetunió elvesztette vezető szerepét is ;
- Az emberek okozta katasztrófák (elsősorban a csernobili katasztrófa felszámolásának költségei, valamint más ipari katasztrófák, amelyek széles körben ismertté váltak a kormányzati cenzúra és a velük kapcsolatos információk eltitkolása ellenére);
- Az afgán háború kiadásai,[3] amely a Szovjetunión belül zavart okozott;
- A lakosság növekvő elégedetlensége az élelmiszer- és egyéb létfontosságú áruk folyamatos fennakadásával, továbbá a nyolcvanas évek végétől mindenhol bevezetett kártyarendszerrel (kuponokkal) szemben. 1990-re a szovjet gazdaság helyzete kritikussá vált. Még a nélkülözhetetlen áruk és élelmiszerek is eltűntek a polcokról. 1989 őszén, a II. világháború óta Moszkvában először vezették be a cukorkuponokat, és 1991 elejére egy teljes körű éhínség valós veszélye fenyegetett az országban.[3]  Ekkorra a szovjet kormány már elvesztette az irányítást az állam gazdasága felett.[3] A bűnözés soha nem látott mértéket ért el. A bányászok sztrájkja, először a szibériai Kuznyeck-, továbbá az ukrajnai Donyec-medencében, átterjedt a Szovjetunió összes jelentős bányászati területére, és az egész gazdaság energiaellátását veszélyeztette.[4][5]

## A szovjet tagköztársaságok függetlenedése
| Tagköztársaság       | Függetlenség kikiáltása | Volt tagköztársaság mai neve |
| -------------------- | ----------------------- | ---------------------------- |
| Azerbajdzsáni SZSZK  | 1991. augusztus 30.     | Azerbajdzsán                 |
| Belarusz SZSZK       | 1991. augusztus 25.     | Fehéroroszország             |
| Észt SZSZK           | 1991. május 8.          | Észtország                   |
| Grúz SZSZK           | 1991. április 9.        | Grúzia                       |
| Kazah SZSZK          | 1991. december 16.      | Kazahsztán                   |
| Kirgiz SZSZK         | 1991. augusztus 31.     | Kirgizisztán                 |
| Lett SZSZK           | 1991. augusztus 21.     | Lettország                   |
| Litván SZSZK         | 1990. március 11.       | Litvánia                     |
| Moldáv SZSZK         | 1991. augusztus 27.     | Moldova                      |
| Oroszországi SZSZSZK | 1991. december 12.      | Oroszország                  |
| Örmény SZSZK         | 1991. augusztus 23.     | Örményország                 |
| Tádzsik SZSZK        | 1991. szeptember 9.     | Tádzsikisztán                |
| Türkmén SZSZK        | 1991. október 27.       | Türkmenisztán                |
| Ukrán SZSZK          | 1991. augusztus 24.     | Ukrajna                      |
| Üzbég SZSZK          | 1991. december 26.      | Üzbegisztán                  |

## Felbomlásának más államokra kiható következményei
A Szovjetunió felbomlása után Csehszlovákia és Jugoszlávia is szétesett.
A Szovjetunió felbomlása után a keleti blokk országainak nagy része (Magyarország, Csehország, Szlovákia, Lengyelország, Románia, Bulgária, a volt jugoszláv tagköztársaságok) az Európai Unió (akkori nevén: Európai Gazdasági Közösség) érdekkörébe kerültek, majd később csatlakoztak is hozzá.
A Szovjetunió iszlám többségű, közép-ázsiai köztársaságai egyre inkább Irán befolyása alá kerülnek.[forrás?]
A bomlás több országban is súlyos, néhol máig tartó viszályokat eredményezett. A Szovjetunió felbomlása idézte elő a tádzsik polgárháborút, a Hegyi-Karabah miatti konfliktusokat, valamint a máig megoldatlan Transznisztria-kérdést is.
A korábbi kétpólusú világrend helyét átvette az egypólusú, ahol az Amerikai Egyesült Államok az egyetlen szuperhatalom, ezt csak Kína időközbeni gazdasági-katonai megerősödése látszik megváltoztatni, ahol a kommunista ázsiai ország tűnik egy újabb konkurens szuperhatalomnak.